# Margarita de Clermont Beauvaisis
Margarita de Clermont Beauvaisis (hacia 1104-1150) fue hija de Renaud II de Clermont y de Adelaida de Vermandois. Se convirtió en condesa de Flandes de 1115 a 1127 por su matrimonio con Carlos el Bueno, después en condesa de Saint Pol al casarse con Hugo II de Saint Pol, y tras enviudar, volvió a ser condesa de Flandes por su matrimonio con Teodorico de Alsacia.

## Biografía
En 1115, Margarita desposa a Carlos el Bueno (1084-1127), conde de Flandes, y recibe como dote el Condado de Amiéns. Este matrimonio no tendrá descendencia. 
Tras enviudar, vuelve a casarse con Hugo II de Saint Pol, con quien tiene una hija, Beatriz (1130-1170), que casa en 1154 con Robert de Boves.
Margarita se casa después con Balduino de Encre, con quien tiene una hija, Elisabeth, que se casará con Gautier III, señor de Heilli.
Más tarde, Margarita se casó con Teodorico de Alsaciacon quien tuvo otra hija, Laurette de Alsacia, que antes de retirarse a la abadía de Forest, donde falleció en 1170, se casó cuatro veces:
1. Iván, conde de Aalst
2. Enrique II, conde de Limburgo
3. Raúl I, conde de Vermandois
4. Enrique IV, conde de Luxemburgo.